# Klangenan (plaats)
Klangenan is een bestuurslaag in het regentschap Cirebon van de provincie West-Java, Indonesië. Klangenan telt 6441 inwoners (volkstelling 2010).